# Кузнецьк
Кузнецьк (рос. Кузнецьк) — місто обласного підпорядкування Пензенської області, Російської Федерації, адміністративний центр Кузнецького району. Регіон розташований в Середньому Поволжі, входить у Приволзький федеральний округ.

## Відомі особистості
В місті народилися або жили:
- Агеєв Євген Іванович (1906—1976) — радянський актор театру та кіно.
- Кулінкович Арнольд Євгенович (1932—2017) — український радянський науковець-геофізик, доктор технічних наук.
- Скарбек Болеслав (1888—1934) — польський комуністичний діяч.

| Пензенська область | Це незавершена стаття з географії Пензенської області. Ви можете допомогти проєкту, виправивши або дописавши її. |